# Azatrephes fuliginosa
Azatrephes fuliginosa là một loài bướm đêm thuộc phân họ Arctiinae, họ Erebidae.